# 미곡역
미곡역(嵋谷驛)은 조선민주주의인민공화국 황해북도 사리원시 미곡리에 위치한 황해선의 철도역이었다.

## 연혁
- 1920년 12월 21일 : 황해선 장연방면 사리원역-재령역 구간 개통과 함께 개업
- 1963년 : 은률선 은파역-재령역간 표준궤 신설과 함께 폐선.